# Rue Félibien (Paris)
Pour les articles homonymes, voir Rue Félibien.
La rue Félibien est une voie située dans le quartier de l'Odéon du 6e arrondissement de Paris. Elle doit son nom au moine et historien Michel Félibien.

## Situation et accès
La rue Félibien débute rue Clément et se termine 2, rue Lobineau.
Elle est desservie à proximité par les lignes 4 et 10 à la station Odéon et 10 à la station Mabillon.

## Origine du nom
La rue doit son nom au moine bénédictin et historien Michel Félibien (1665-1719) qui fréquenta l'abbaye Saint-Germain-des-Prés et fut un historien de Paris, établissant un plan et une histoire de celle-ci, complétés par le moine Guy Alexis Lobineau (dont la rue portant son nom fait angle droit avec la rue Félibien, pour marquer cette filiation).

## Historique
Cette voie est ouverte sous sa dénomination actuelle par décret ministériel du 12 novembre 1817, puis elle est alignée par ordonnance du 12 mai 1841. 

## Bâtiments remarquables et lieux de mémoire
- Le marché Saint-Germain.